# Kiyohime

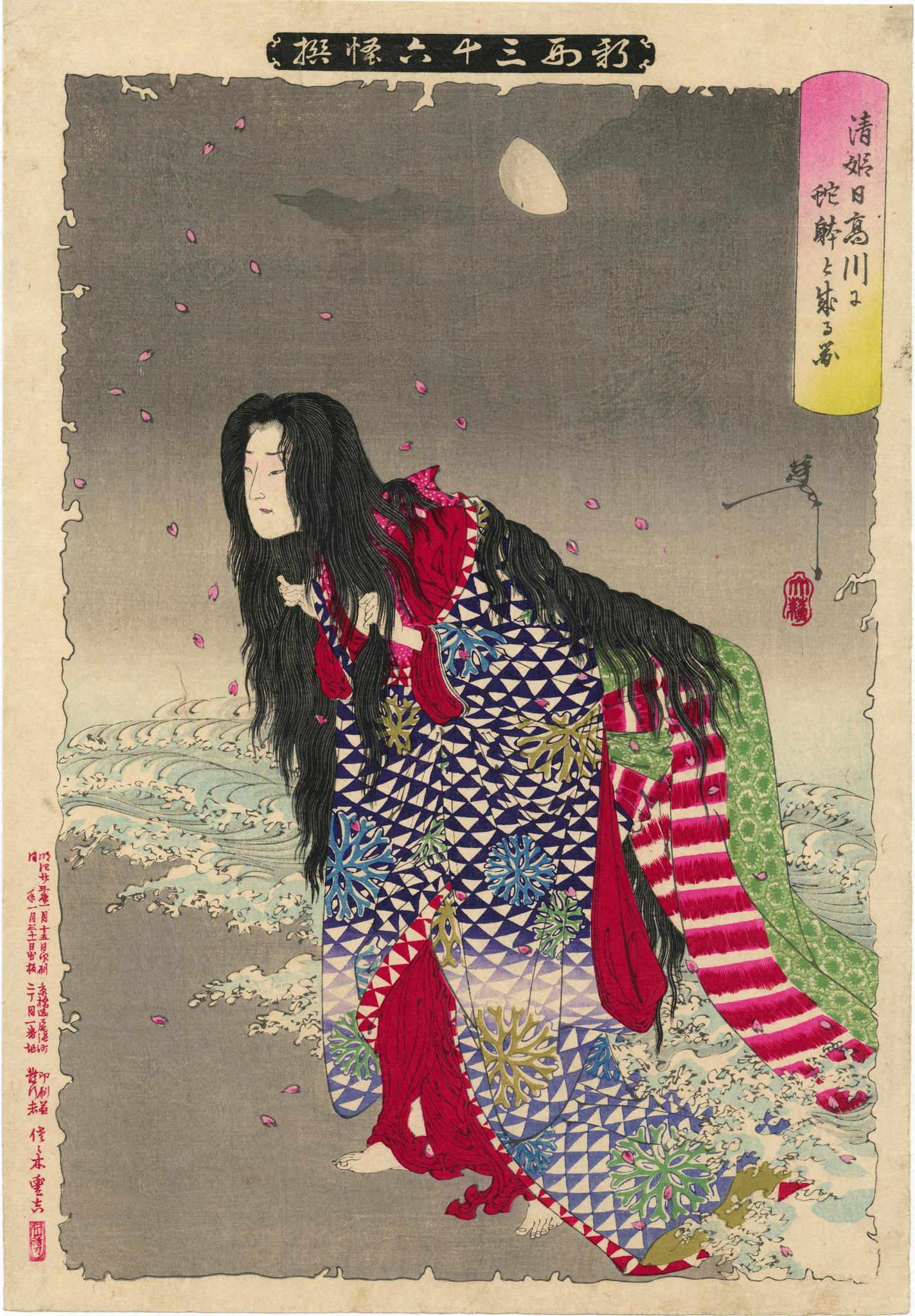
Kiyohime secondo Yoshitoshi.

Secondo la mitologia giapponese, Kiyohime (清姫? o Kiyo) era la figlia (o la vedova) di un capovillaggio o di un signore chiamato Shōji. La famiglia era abbastanza ricca per fornire alloggio ai sacerdoti in viaggio, i quali spesso passavano da quelle parti in quanto nelle vicinanze si trovava un santuario famoso per le pratiche ascetiche.

## Storia
Un giorno un sacerdote, che si chiamava Anchin e si era fermato lì, s'innamorò della bella Kiyohime. Questa passione non durò, quindi egli decise di continuare il suo cammino. Davanti a questo cambio di comportamento Kiyohime, provando rabbia ed amarezza verso Anchin, si lanciò al suo inseguimento e finì per trovarlo sulla riva del fiume Hidaka. Anchin disse al traghettatore di trasportarlo sull'altra riva, ma di non far salire sull'imbarcazione anche Kiyohime. Quando Kiyohime vide che Anchin voleva scapparle, lei tentò di attraversare il fiume a nuoto. La sua furia era tale che, durante il guado, ella si trasformò in un enorme serpente. Quando Anchin la vide, si rifugiò nel tempio Dōjō-ji, cercando aiuto dai sacerdoti lì presenti, che lo nascosero sotto la campana del tempio. Tuttavia, il mostro Kiyohime lo sentì ed avvolse con le sue spire la campana. Con la sua coda ne colpì più volte i fianchi, poi sputò fuoco, facendola fondere ed uccidendo Anchin.
Altre versioni narrano che non riuscì mai a catturare il sacerdote, ma tutte sono concorde che Kiyohime non poté più riprendere forma umana e fu costretta a rimanere per sempre un demone serpentino.

## Nei media
- La leggenda del demone serpente negli episodi 210-211 (226-227 secondo la numerazione italiana) della serie anime Detective Conan, ma non nel manga di Gōshō Aoyama, è un'allusione a Kiyohime.

## Altre immagini

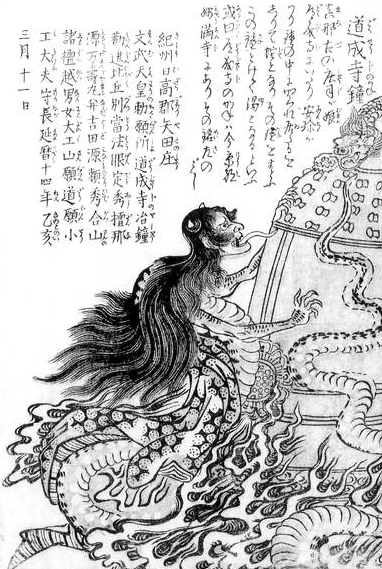
Nel Konjaku Hyakki Shūi.
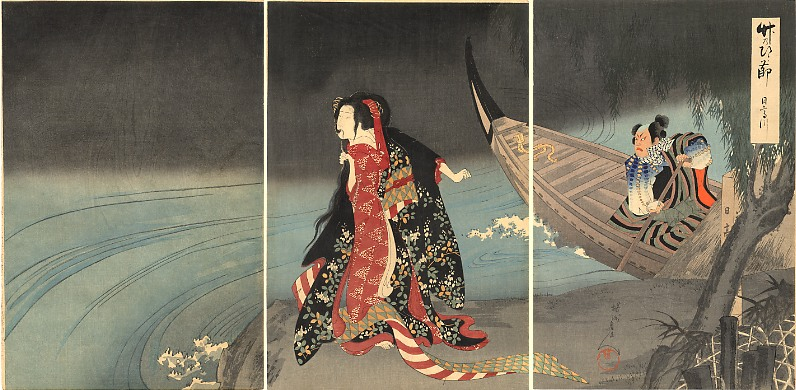
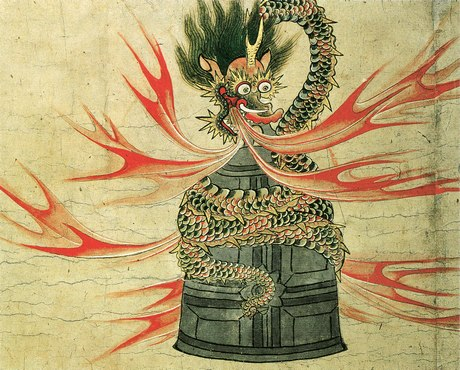